# Veer
Veer (tiếng Hindi: वीर) là một bộ phim phiêu lưu - hành động của đạo diễn Anil Sharma, ra mắt lần đầu năm 2010.
Phỏng theo tiểu thuyết Taras Bulba của nhà văn Nikolai Gogol, truyện phim dựng lại những diễn biến chính của phong trào Pindari (1925) nổ ra ở Rājasthān nhằm cổ vũ nhân dân Ấn Độ vùng lên đánh đổ ách cai trị của thực dân Anh.

## Nội dung
Chính sách chia rẽ để cai trị của thực dân Anh tuy khuất phục được các vua chúa Ấn Độ song không quật ngã được ý chí những người Pindari. Họ thà chết còn hơn mất danh dự, quyết tâm chiến đấu tới hơi thở cuối cùng...
Veer (Salman Khan) - tiếng Hindi có nghĩa là Quả cảm - là người đã khởi nguồn cuộc nổi dậy chống thực dân Anh của nhân dân Ấn Độ. Truyện phim cũng là một câu chuyện tình yêu đẹp và lãng mạn xen lẫn những cuộc chiến đấu, những diễn biến xoay quanh vị anh hùng...
Các chiến binh Pindari do Prithvi Singh (Mithun Chakraborty) lãnh đạo lập một kế hoạch tấn công bọn lính Anh tại Madhavgarh. Nhưng còn có một lý do khác dẫn đến hành động này, đó là vì Veer - con trai của thủ lĩnh - đã phải lòng công chúa Yashodhara (Zarine Khan), con gái của vua Gyanendra Singh (Jackie Shroff), cách đây nhiều năm khi còn là một hoàng tử đã phản bội người Pindari, dẫn đến một cuộc thảm sát 4500 chiến binh.

## Diễn viên
- Salman Khan as Veer Pratap Singh
- Mithun Chakraborty as Prithvi Singh, Veer's father
- Sohail Khan as Punya Pratap Singh, Veer's brother
- Jackie Shroff as Gyanendra Singh, the king of Madhavghar and father of Yashodhara
- Zarine Khan as Princess Yashodhara, Veer's lover
- Lisa Lazarus as Lady Angela Fraser, wife of Governor James Fraser
- Tim James Lawrence as James Fraser, Governor General of Rajasthan
- Bianca Van Varenberg
- Khurram Tejrar
- Gita Soto
- Neena Gupta as Veer's mother
- Aryan Vaid
- Bharat Dabholkar
- Bunny Anand[1]
- Shahbaaz Khan
- Puru Raajkumar
- Militza Radmilovic
- Sully
- Charissa Glidden as the Governess
- Roy Bronsgeest as Rhino[2]
- Taylor Wright
- Luke Groves

### Nhạc phim
- Surili song